# Vigolzone
Vigolzone est une commune italienne de la province de Plaisance, dans la région Émilie-Romagne.

## Administration
| Période                                  | Période | Identité | Étiquette | Qualité |
| ---------------------------------------- | ------- | -------- | --------- | ------- |
|                                          |         |          |           |         |
| Les données manquantes sont à compléter. |         |          |           |         |

### Hameaux
Grazzano Visconti, Cabina, Borgo di Sotto, Villò, Albarola, Carmiano, Bicchignano, Veano.

### Communes limitrophes
Bettola, Podenzano, Ponte dell'Olio, Rivergaro, San Giorgio Piacentino, Travo.